# Tumpuna Road (Tunapuna-Piarco)
Tumpuna Road es una localidad de Trinidad y Tobago, que forma parte de la región de Tunapuna-Piarco.

## Geografía
La localidad abarca parte de la isla Trinidad y limita al norte y oeste con La Horquetta, al sur con San Raphael-Brazil (localidad perteneciente a la región de Couva-Tabaquite-Talparo) y al este con Wallerfield.

## Demografía
Datos demográficos de la localidad de Tumpuna Road:
| Gráfica de evolución demográfica de Tumpuna Road entre 2000 y 2011 |
|                                                                    |